# 하치조코섬

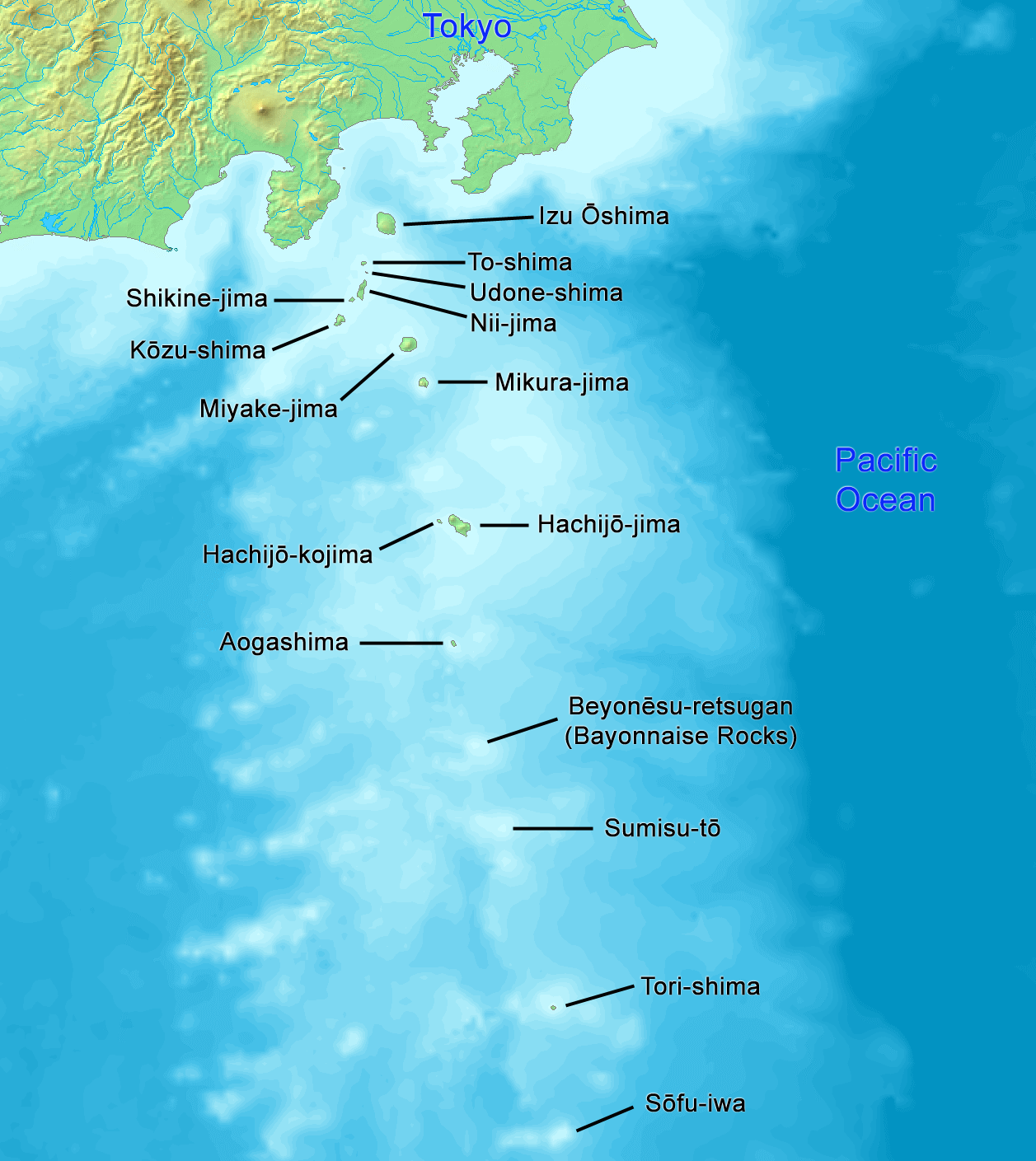
이즈 제도

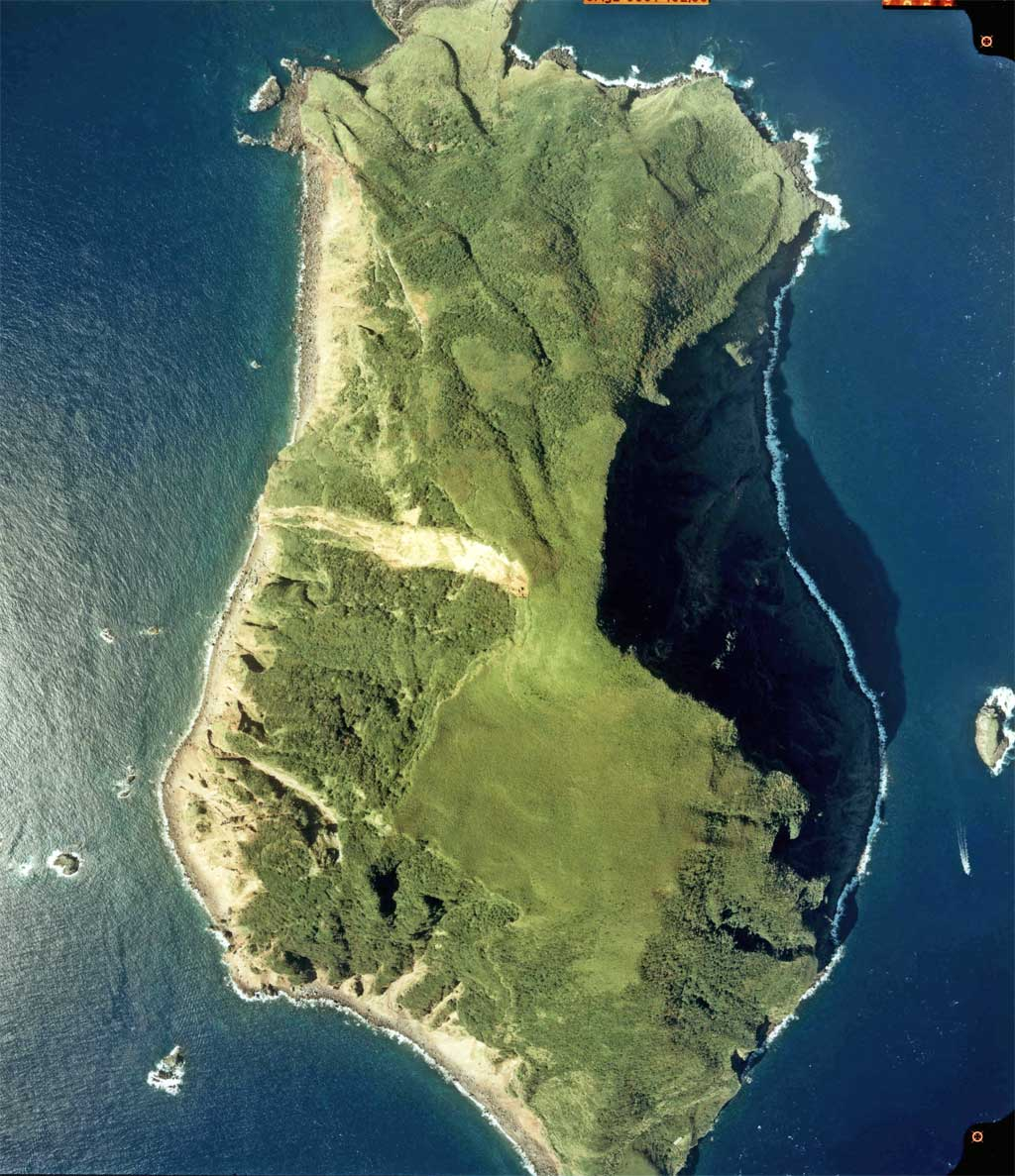
하치조코섬의 위성 사진

하치조코섬(일본어: 八丈小島)은 일본 도쿄도 이즈 제도의 하치조섬에 딸린 섬이다. 전형적인 외딴 섬을 대표하는 이미지로 일본 초등학교에도 등장한다. 영화 배틀로얄이 이곳에서 촬영되었다. 섬의 면적은 3.08km2이고 최고 지점은 해발 616.8m의 다이헤이산이다.

## 역사
무로마치 시대에는 이미 사람이 살고 있었던 것으로 추정된다. 헤이안 시대 말의 유명한 무장 미나모토노 요리토모가 이 섬에서 자진했다는 전설이 있다. 물살이 세서 뗏목이나 나룻배로는 탈출이 불가능하기 때문에 중죄인들의 유배지로도 유명하다.
에도시대에는 섬 북서부에 마을 두 곳이 들어섰다. 1908년 들어 하치조섬의 각 촌에도 메이지 이후 신설된 정촌제(町村制)가 실시되기 시작했으나, 하치조코섬에는 적용되지 않아 1947년 새 지방자치법이 시행되기 전까지 에도 시대 행정제도가 그대로 유지되었다.
섬의 인구는 한 때 513명에 달했으나 1969년 이후부터는 사람이 살지 않는다.

## 같이 보기
- 배틀 로얄 (영화)